# Josef Kretek
Josef Kretek (* 25. února 1939 Bocanovice) je bývalý československý fotbalový obránce. Žije v Bocanovicích.

## Hráčská kariéra
V československé lize hrál v sezoně 1960/68 za Třinecké železárny (17.08.1963–14.06.1964).

### Ligová bilance
| Ročník             | Zápasy | Góly | Minuty | Klub         |
| ------------------ | ------ | ---- | ------ | ------------ |
| II. liga 1962/63   | –      | –    | –      | TJ TŽ Třinec |
| I. liga 1963/64    | 20     | 0    | 1 625  | TJ TŽ Třinec |
| CELKEM I. ČS. LIGA | 20     | 0    | 1 625  |              |